# Formazione dei Motörhead

## Formazione

### Ultima
- Ian "Lemmy" Kilmister – voce, basso (1975–2015)
- Phil "Wizzö" Campbell – chitarra (1984–2015)
- Mikkey Dee – batteria (1992–2015)

### Ex componenti
- Larry Wallis – chitarra (1975–1976)
- "Fast" Eddie Clarke – chitarra (1976–1982)
- Brian "Robbo" Robertson – chitarra (1982–1983)
- Michael "Würzel" Burston – chitarra (1984–1995)
- Lucas Fox – batteria (1975–1976)
- Phil "Philty Animal" Taylor – batteria (1976–1984, 1987–1992)
- Pete Gill – batteria (1984–1987)
- Tommy Aldridge – batteria (1992-1993)

## Band
| #  | Anno    | voce, basso     | chitarra                    | batteria       | Pubblicazioni |
| -- | ------- | --------------- | --------------------------- | -------------- | --- |
| 1  | 1975    | Lemmy Kilmister | Larry Wallis                | Lucas Fox      | - 1979: On Parole: "Lost Johnny" |
| 2  | 1975    | Lemmy Kilmister | Larry Wallis                | Phil Taylor    | - 1979: On Parole |
| 3  | 1976    | Lemmy Kilmister | Larry Wallis e Eddie Clarke | Phil Taylor    | Solo per l'audizione di Eddie Clarke |
| 4  | 1976-82 | Lemmy Kilmister | Eddie Clarke                | Phil Taylor    | - 1977: Motörhead - 1979: Overkill - 1979: Bomber - 1980: The Golden Years (EP) - 1980: Ace of Spades - 1981: St. Valentine's Day Massacre (EP) - 1981: No Sleep 'til Hammersmith (live) - 1982: Iron Fist - 1982: Live in Toronto (video) - 1982: Stand by Your Man (EP) |
| 5  | 1982-83 | Lemmy Kilmister | Brian Robertson             | Phil Taylor    | - 1983: Another Perfect Day |
| 6  | 1984    | Lemmy Kilmister | Phil Campbell e Würzel      | Phil Taylor    | - 1984: Apparizione televisiva nella serie The Young Ones, nell'episodio "Bambi" |
| 7  | 1984-87 | Lemmy Kilmister | Phil Campbell e Würzel      | Pete Gill      | - 1984: No Remorse (compilation): quattro canzoni inedite - 1985: The Birthday Party (video) - 1986: Orgasmatron |
| 8  | 1987-92 | Lemmy Kilmister | Phil Campbell e Würzel      | Phil Taylor    | - 1987: Rock 'n' Roll - 1988: Nö Sleep at All (live) - 1991: 1916 - 1991: Everything Louder than Everything Else (video) - 1992: March ör Die: "I Ain't No Nice Guy" |
| 9  | 1992    | Lemmy Kilmister | Phil Campbell e Würzel      | Tommy Aldridge | - 1992: March ör Die |
| 10 | 1992-95 | Lemmy Kilmister | Phil Campbell e Würzel      | Mikkey Dee     | - 1992: March ör Die: "Hellraiser" - 1993: Bastards - 1995: Sacrifice |
| 11 | 1995-   | Lemmy Kilmister | Phil Campbell               | Mikkey Dee     | - 1996: Overnight Sensation - 1998: Snake Bite Love - 1999: Everything Louder than Everyone Else (live) - 2000: We Are Motörhead - 2000: Live at Brixton Academy (live) - 2000: 25 & Alive Boneshaker (video) - 2002: Hammered - 2004: Inferno - 2004: Stage Fright (video) - 2006: Kiss of Death - 2007: Better Motörhead Than Dead: Live at Hammersmith (live) - 2008: Motörizer - 2011: The Wörld Is Yours - 2011: The Wörld Is Ours - Vol. 1: Everywhere Further Than Everyplace Else (video/live) - 2013: Aftershock |